# الأثر البيئي للغزو الروسي لأوكرانيا عام 2022

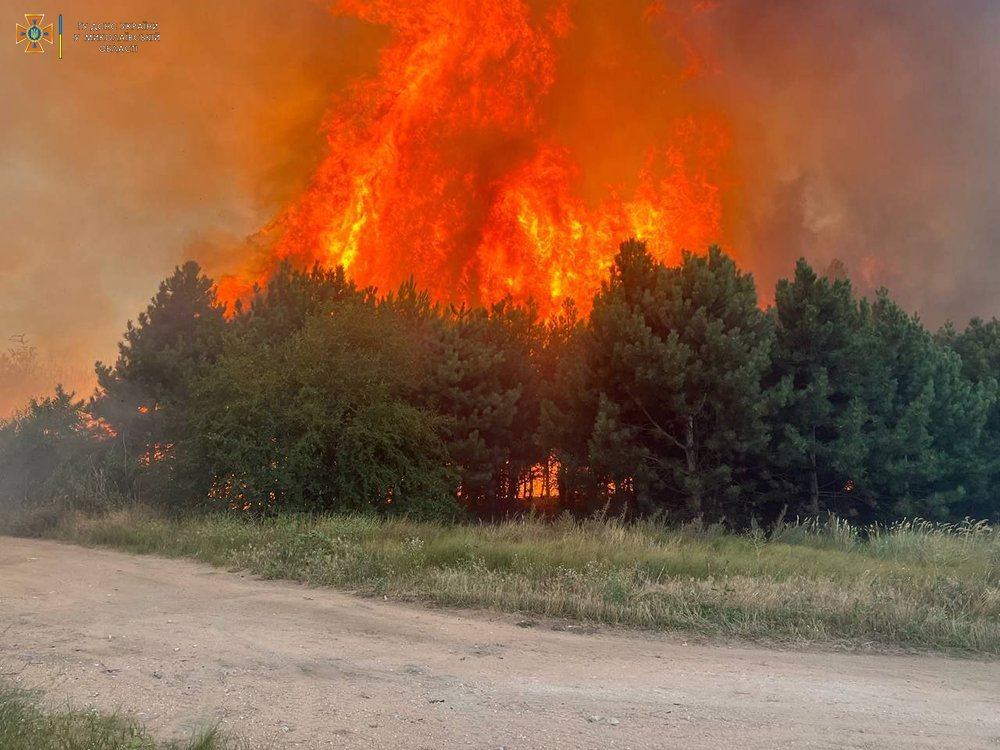
غابة في ميكولايف أوبلاست بعد القصف الروسي، 2022-08-09

أدى الغزو الروسي لأوكرانيا عام 2022 إلى عواقب بيئية خطيرة طويلة الأمد تهدد البيئة وصحة الإنسان.
تسبب الانفجارات أضرارًا سامة إلى جانب التدمير المادي. بعد كل انفجار، تنطلق جزيئات المواد السامة مثل الرصاص، والزئبق، واليورانيوم المنضب، وغير ذلك الكثير في الهواء والماء والتربة. المتفجرات مثل تي إن تي، ودي إن تي، وآر دي إكس، تسبب قصورًا في الأعضاء والأنظمة في حال دخولها الأجسام البشرية.
تؤدي المعارك في المناطق الصناعية إلى كوارث تكنولوجية، مثل المخلفات وانسكاب الوقود، التي تسمم مناطق شاسعة ليس فقط في أوكرانيا، ولكن أيضًا في أوروبا وروسيا. تطلق المباني المدمرة الغبار السرطاني لعقود. تتغلغل المعادن الثقيلة والمواد الكيميائية في المياه الجوفية وتسمم مصادر المياه، فتقتل جميع أشكال الحياة في الأنهار والمسطحات المائية. لقد أدى تدمير البنية التحتية المدنية بالفعل إلى حرمان أكثر من 4 ملايين شخص من مياه الشرب النقية. أما التربة في مناطق الصراع العسكري تصبح غير صالحة للزراعة، لأن النباتات تسحب الملوثات وتراكمها.
تشكل الحرب أيضًا تهديدات بالحوادث النووية. قد يؤدي نقص الطاقة في المحطات النووية والمعارك القريبة من المحطات إلى حدوث كوارث مثل تشيرنوبل أو فوكوشيما. تصل الانبعاثات العسكرية لثاني أكسيد الكربون إلى مئات الملايين من الأطنان، مقوضةً أهداف اتفاق باريس.
غدا أكثر من 12 ألف كيلومتر مربع من المحميات الطبيعية في أوكرانيا منطقة حرب. عانت مجموعات الأنواع المستوطنة والمهاجرة النادرة من خسائر كبيرة، واضطرت الطيور إلى التخلي عن الأعشاش وتغيير طرق الهجرة المعتادة. تدمرت جهود مشاريع الحماية التي استمرت عقودًا.
لن يتسنى تقدير مجموع الأضرار البيئية التي ألحقتها الحرب إلا بعد مرحلتها النشطة. وفقًا للبيانات الأولية، ستستغرق طبيعة أوكرانيا 15 عامًا على الأقل للتعافي.

## أضرار الحرب على الطبيعة
يمكن أن يستمر الضرر البيئي الناجم عن الحرب لعدة قرون. وفقًا للدراسات، ما تزال التربة القريبة من يبر في بلجيكا تحتوي على أكثر من 2000 طن متري من النحاس بعد الحرب العالمية الأولى. في إيران، ما تزال التربة ملوثة بالزئبق والكلور بعد معارك خلال الثورة الإيرانية. في عام 2018 في كابول، توفي أكثر من 3000 شخص بسبب أمراض تُعزى إلى تلوث الهواء الذي حدث منذ عام 1978. تركت الحرب الشيشانية الأولى والثانية أكثر من 30% من التربة في الشيشان غير صالحة للزراعة.
اعتمادًا على درجة الحموضة في التربة والوصول إلى الأكسجين والماء، يستغرق تحلل الذخيرة من 100 إلى 300 عام. تشكل المدن المدمرة تهديدًا بيئيًا كبيرًا لأن القنابل غير المنفجرة تُدفن تحت الأنقاض، والمنازل المدمرة تطلق الغبار السرطاني (أحيانًا لعقود)، وملايين الأطنان من الأنقاض المتولدة يكاد يكون من المستحيل إعادة تدويرها. تثقل إعادة التوطين الجماعية القسرية للأشخاص كاهل البنية التحتية للمناطق المضيفة. تتراكم النفايات في مخيمات اللاجئين حيث لا تتواجد مرافق لإعادة التدوير تقريبًا.
في عام 2014، كلف زرع لغم في أوكرانيا ما يقرب من 2.5 يورو، بينما كلف التخلص منه أكثر من 900 يورو. هناك حاجة إلى الكثير من الأبحاث لتقدير الضرر البيئي الناجم عن الغزو الروسي كليًا، على الرغم من أنه من المستحيل القيام بذلك حتى وقف إطلاق النار الكامل. اعتبارًا من يونيو 2022، قدرت وزارة البيئة الأوكرانية التكلفة بنحو 6.6 مليار يورو. يُحسب ما يسمى «البصمة الكربونية» لهذه الحرب بملايين الأطنان، ويقوض الجهود المبذولة لخفض انبعاثات ثاني أكسيد الكربون.

### التلوث المباشر
بعد الأسبوعين الأولين من الأعمال العدائية، أظهرت المسابر الهوائية في كييف أن تركيزات الملوثات أعلى بمقدار 27 عن المعتاد. تؤدي الانفجارات، والمدرعات والمركبات المدمرة، وحرق الوقود وانسكابه إلى تلوث الهواء والماء والتربة. يطلق انفجار كل قنبلة جزيئات من المعادن الثقيلة، والفورمالديهايد، وأكسيد النيتروس، وسيانيد الهيدروجين، والمركبات العضوية السامة. تنتشر هذه الملوثات عن طريق الرياح والمياه الجوفية، ولهذا السبب للحرب تأثير بيئي خطير مباشر على روسيا وأوروبا. تطلق المتفجرات مركبات كيميائية تتأكسد في الهواء، وقد تسبب أمطار حمضية. يمكنها «حرق» النباتات والأعضاء التنفسية للثدييات (بما في ذلك البشر).
الذخيرة الحديثة بنسبة 95-97% مصنوعة من الرصاص، والباقي من الزنك، والنيكل، والباريوم، والمنغنيز، والنحاس، والأنتيمون، إلخ. في بعض الأحيان يحتوي على اليورانيوم المنضب. الرصاص شديد السمية ولديه قدرة على الاختراق، فهو يدخل جسم الإنسان ليس فقط بالهواء أو الماء، ولكن أيضًا من خلال الجلد والشعر. يؤدي التعرض الطويل للرصاص إلى فشل كلوي، وحتى الاتصال قصير الأمد يؤثر على الجهاز العصبي ويؤدي إلى اعتلال الدماغ، وكذلك فقر الدم وفقدان التنسيق والذاكرة. سُجلت تأثيرات سمية عصبية مماثلة في الحيوانات.
جزيئات اليورانيوم المنضب أصغر 100 مرة من الكريات البيض وتتجاوز بسهولة الحواجز الدموية الدماغية، فهي تصل مباشرة إلى الأعصاب الشمية وتعطل العمليات المعرفية والتفكيرية. يسبب الأنتيمون التهابًا في القلب، والأوعية الدموية، والجهاز التنفسي، والجهاز الهضمي. يؤذي النيكل أيضًا جهاز المناعة. يمكن أن يكون للتعرض لتركيزات عالية من النحاس والمنغنيز والزنك تأثير سام، ويؤدي إلى الالتهاب الرئوي والتليف الرئوي والخمول. تدخل الجسيمات الدقيقة لقذائف الذخيرة المدمرة في الماء، وتتغلغل في أجسام البشر والحيوانات من خلال السلسلة الغذائية.
تسبب المتفجرات، مثل تي إن تي، ودي إن تي، وآر دي إكس، تلوثًا كيميائيًا وتحدث تسممًا حادًا وتأثيرات مطفرة طويلة المدى لدى البشر. تُمتص مادة التي إن تي بسهولة من خلال الجلد والأغشية المخاطية. اعتمادًا على الجرعة، يمكن أن تؤدي آثاره السرطانية إلى الثعلبة، وفقر الدم، وفشل الكبد، والساد، وتغيير تكوين الدم. يسبب التسمم الهيكسوجين الغثيان وفقر الدم، ويؤدي التعرض المطول إلى فشل الكلى والكبد. الدي إن تي مادة سامة أيضًا، في الجرعات العالية يمكن أن تعطل نظام القلب والأوعية الدموية، وتحرض الأورام. يؤدي انفجار صاروخ بي إم-21 غراد إلى إطلاق أكثر من 500 غرام من الكبريت الذي يتفاعل مع الماء ويتحول إلى حمض الكبريت. الأرض المتضررة من الحرب «أحرقها» الحمض، وليست النار المعتادة.
وفقًا للبنتاغون، بحلول يوليو 2022، انفجر ما لا يقل عن 1200 صاروخ وقنبلة في أوكرانيا. في الأيام الأولى من الغزو، قصف الجيش الروسي مخازن ذخيرة تقع بالقرب من المناطق الحضرية. ارتفعت السحب السامة بعد الانفجارات الهائلة والحرائق التي غطت الأحياء والقرى السكنية، وأدى ذلك إلى إلحاق أضرار جسيمة بصحة السكان المحليين. «سرطان بانتشيفو» السيئ السمعة هو مثال على هذا التعرض –سُجل ارتفاع في الإصابة بالأورام بين الناجين من تفجيرات بانتشيفو 1999. كثير من العلماء على يقين من أن الأضرار السامة التي تسببها الأعمال العدائية أكثر خطورة على السكان من الانفجارات.

### قصف المواقع الصناعية
شرق أوكرانيا منطقة صناعية كبرى بها أكثر من 900 منشأة ومركز إنتاج، بما في ذلك مناجم الفحم، ومصافي النفط، والمختبرات الكيميائية، ومصانع الصلب، إلخ. حسب تقدير مرصد النزاعات والبيئة، يُخزن أكثر من 10 ملايين طن من النفايات السامة والمخلفات في هذه المنطقة. تؤدي الضربات والانفجارات المباشرة إلى تسرب المواد الخطرة التي تسمم الهواء والماء والتربة. يمكن أن تتفاقم الحوادث في المواقع الصناعية عالية الخطورة في «تأثير الدومينو»، وتتسبب في تصريفات حرارية ومائية وكيميائية كارثية.